# Primo maestro di Lecceto
Il cosiddetto Primo Maestro di Lecceto (fl. XV secolo) è stato un pittore italiano anonimo attivo nei primi anni del XV secolo in ambito senese.
Secondo gli ultimi studi sarebbe identificato con Pietro di Ruffolo. Può essere confuso con un altro maestro anonimo, il Maestro di Lecceto, anch'egli attivo nel XV secolo nel territorio senese.

## Biografia
La denominazione di questo artista deriva dal cantiere dell'eremo di Lecceto, nei pressi di Siena, dove si ritiene si sia formato anche questo maestro anonimo. 
Tra le opere attribuite si possono ricordare un trittico raffigurante la Madonna col Bambino, san Giuliano e san Donato vescovo, conservato al Museo archeologico e della collegiata di Casole d'Elsa, in provincia di Siena, un San Sebastiano conservato al Museo d'arte sacra di Asciano.